# Blackburn B-2
Le Blackburn B-2 est un avion-école et de sport monomoteur. Possédant un équipage de deux personnes.